# Robert Edward Slavin
Robert (Bob) Edward Slavin (Bethesda (Maryland), 17 september 1950 – Pikesville (Maryland), 24 april 2021) was een Amerikaans sociaal wetenschapper die gespecialiseerd is in onderzoek naar de ontwikkeling van kinderen. Hij was hoogleraar aan het 'Institute for Effective Education' aan de Universiteit van York en directeur van het 'Centrum voor Onderzoek en Hervorming in het onderwijs' aan de Johns Hopkins-universiteit in Baltimore. Ook was hij voorzitter van de 'Success for All' stichting waarvan hij medeoprichter was.

## Biografie
Robert Slavin behaalde in 1972 zijn BA in de Psychologie aan het Reed College, Portland, Oregon en promoveerde in 1975 in de sociale relaties aan de Johns Hopkins Universiteit, Baltimore. 

Slavin probeert met zijn onderzoek en publicaties te bevorderen dat alle leerlingen kunnen profiteren van het onderwijs. In 1986 ontwierpen Slavin en zijn vrouw, Nancy Madden het 'Success for all' model, een repliceerbaar model om falende scholen in de arme gebieden van Baltimore te helpen om de kwaliteit van hun onderwijs te verbeteren. Dit model is gebaseerd op empirische kennis over factoren die een rol spelen bij het verbeteren van onderwijskwaliteit en leerprestaties. Het model wordt gebruikt in de Verenigde Staten en in Engeland. Slavin's initiatieven op dit gebied resulteerden in de oprichting van de "Success for all Stichting" en de online database "Best Evidence Encyclopedia" die bedoeld is om pedagogen en onderzoekers te voorzien van bewezen onderzoeksresultaten op het gebied van onderwijsprogramma's.

## Onderzoek
Slavins onderzoek richtte zich met name op de effectiviteit van onderwijspraktijken en educatieve programma’s, vanuit zijn overtuiging dat onderwijsinterventies en –beleid altijd gebaseerd zouden moeten zijn op empirisch bewijs. Hij heeft onder andere onderzoek gedaan naar effectieve vormen van samenwerkend leren en groeperen binnen en buiten de klas.

In zijn carrière verwierf Slavin inmiddels ruim 90 miljoen Amerikaanse dollar subsidie voor zijn onderzoeksprojekten.

## Publicaties
Slavin is een veel geciteerde auteur binnen de onderwijswetenschappen. Hij is (co-)auteur van meer dan 30 boeken en heeft bijgedragen aan meer dan 300 artikelen en hoofdstukken in boeken.
Enkele publicaties zijn:
- Slavin, R. E. (editor) (2014) Proven Programs in Education: Classroom Management and Assessment. Thousand Oaks, California: Corwin Press (link)
- Slavin, R. E. (editor) (2014) Proven Programs in Education: Science, Technology and Mathematics (STEM) Corwin Press.
- Slavin, R. E. (2012). Educational psychology: Theory and practice (10th Ed.). Boston: Allyn & Bacon. (link)
- Slavin, R.E., Madden, N.A., Chambers, B., & Haxby, B. (2009). Two million children: Success for All. Thousand Oaks, CA: Corwin. (link)
- Slavin, R. E. (2007). Educational research in the age of accountability. Boston: Allyn & Bacon.
- Slavin, R. E. (2005) Evidence-Based Reform: Advancing the Education of Students at Risk
- Slavin R. E., Madden N. (2004) SUCCESS FOR ALL / ROOTS & WINGS Summary of Research on Achievement Outcomes
- Slavin R. E., Cheung A. (2004) How do English language learners learn to read Slavin R., A Cheung A. (2004)
- Morris, D., & Slavin, R. (2003). Every child reading. Boston: Allyn & Bacon. (link)
- Slavin, R.E. (2002) Evidence-based educational policies: Transforming educational practice and research
- Borman, G., Stringfield, S., & Slavin, R.E. (Eds.) (2001). Title I: Compensatory education at the crossroads. Mahwah, NJ: Erlbaum. (link)
- Slavin, R.E., & Madden, N.A. (Eds.) (2001). Success for All: Research and reform in elementary education. Mahwah, NJ: Erlbaum.
- Slavin, R.E., & Madden, N.A. (Eds.) (2001). One million children: Success for All. Thousand Oaks, CA: Corwin.
- Slavin, R.E., & Calderón, M. (Eds.) (2001), Effective programs for Latino students. Mahwah,NJ: Erlbaum. (link)
- Slavin R.E. (2000) Effective Programs for Latino Students
- Slavin, R.E., & Fashola, O.S. (1998). Show me the evidence: Proven and promising programs for America’s schools. Thousand Oaks, CA: Corwin. (link)
- Slavin, R.E. (1997). Education for all. Lisse, The Netherlands: Swets & Zeitlinger. (link)
- Slavin, R. E., Madden, N. A., Dolan, L. J., & Wasik, B. A. (1996). Every child, every school: Success for All. Thousand Oaks, CA: Corwin.
- Slavin, R. E. (1995). Cooperative learning: Theory, research, and practice (2nd Ed.). Boston: Allyn & Bacon. (link)
- Slavin, R. E., Karweit, N. L., Wasik, B. A., & Madden, N. A. (Eds.). (1994). Preventing early school failure:Research, policy, and practice. Boston: Allyn & Bacon.
- Slavin, R. E. Using Student Team Learning (4th Ed). (1994). Baltimore, MD: Johns Hopkins Team Learning Project.
- Slavin, R. E., Madden, N. A., Karweit, N. L., Dolan, L. J., & Wasik, B. A. (1992). Success for All: A relentless approach to prevention and early intervention in elementary schools. Arlington, VA: Educational Research service.
- Slavin, R. E. (1992). Research methods in education: A practical guide (2 nd Ed.). Englewood Cliffs, NJ: Prentice-Hall. (link)
- Slavin, R. E. (1992) When and why does cooperative learning increase achievement? Theoretical and Empirical perspectives
- Slavin, R. E., Karweit, N. L., & Madden, N. A. (Eds.)(1989). Effective programs for students at risk. Boston, MA: Allyn and Bacon. 4
- Slavin, R. E. (Ed.) (1989). School and classroom organization. Hillsdale, NJ: Erlbaum. (link)
- Slavin, R. E. (1988). Student Team Learning: An overview and practical guide (2nd Ed.). Washington, D.C.: National Education Association.
- Slavin, R. E. (1987). Cooperative learning in student teams: What research says to the teacher. Washington, D.C.: National Education Association.
- Slavin, R. E., Leavey, M. B., & Madden, N. A. (1986). Team Accelerated Instruction - Mathematics. Watertown, MA: Charlesbridge.
- Slavin, R. E., Sharan, S., Kagan, S., Hertz-Lazarowitz, R., Webb, C., & Schmuck, R. (Eds.). (1985). Learning to cooperate, cooperating to learn. New York: Plenum. (link)
- Slavin, R. E. (1983). Cooperative learning. New York: Longman.
- DeVries, D. L., Slavin, R. E., Fennessey, G. M., Edwards, K. J., & Lombardo, M. (1980). TeamsGames-Tournament: The team learning approach. Englewood Cliffs, NJ: Educational Technology Publications.
- Voor meer publicaties (in diverse tijdschriften): Zie 'Robert Slavins Curriculum Vitae' bij Externe links.
- Annemarie van Langen publiceerde: Slavins 'Success'-Model in Nederland : een experiment op een basisschool (Nijmegen, 1998) (Link naar Smartcat)

## Onderscheidingen
- 'Distinguished Service Award' van de 'Council of Chief State School Officers' (2001),
- 'Distinquished Achievement Reward'[12] van 'The association for Supervision and Curriculum Development' (2004)
- 'Educational Research Reward'[13] van de 'CCSP' (2005)
- de Palmer O. Johnson Award[14] (2008)
- werd benoemd tot lid van de National Academy of Education[15] (2009)
- benoemd tot AERA Fellow[16] (2010)
- Op vrijdag 13 juni 2014 ontving Robert Slavin, ter gelegenheid van het 400-jarig lustrum van de universiteit, een eredoctoraat van de Rijksuniversiteit Groningen vanwege zijn voortdurende inzet voor een meer evidence-based benadering van het onderwijs.[17]